# قائمة الجمعيات في الأردن
تأتي الجمعيات في الأردن تحت مظلة سجل الجمعيات الأردنية، وتصنف الجمعيات في الأردن حسب اختصاصها لتتبع للوزارة التي تتقاطع مع اهدافها،وزارة التنمية الاجتماعية،وزارة التربية والتعليم، وزارة التنمية السياسية،وزارة الصحة،

## جمعيات وزارة التنمية الاجتماعية
- جمعية صناع الحياة. [1]
- الجمعية الأردنية للتصوير.
- مركز نازك الحريري الخيري للتربية الخاصة.
- جمعية حماية الأسرة والطفولة في اربد.
- اللجنة الملكية لشؤون القدس.
- الهيئة الأردنية الهاشمية الخيرية للاغاثة والتعاون.
- اتحاد الجمعيات الخيرية لمحافظة العاصمة.
- الإتحاد الدولي لجمعيات الهلال الأحمر.
- الإتحاد العام للجمعيات الخيرية.
- الإتحاد العام للجمعيات الخيرية.
- الإتحاد النسائي الأردني العام.
- الجمعية الأردنية الوطنية لمكافحة التدخين.
- الجمعية الأردنية لتنظيم وحماية الاسرة. [2]
- الجمعية الأردنية لحماية الحيوان.
- الجمعية الأردنية لرعاية نزلاء مراكز الإصلاح والتأهيل الخيرية.
- الجمعية الثقافية للشباب والطفولة.
- الجمعية الهاشمية الخيرية لذوي الإحتياجات الخاصة للعسكريين.
- الجمعية الوطنية للهلال الأحمر الأردني.
- الجمعية الوطنية لحماية المستثمر.
- الجمعية الوطنية لحماية المستهلك.
- الجمعية الوطنية للمحافظة على البتراء.
- الرابطة الشرق اوسطية للعناية بالسمع.
- المركز السعودي لتأهيل وتدريب الكفيفات في الأردن.
- المعهد الدولي لتضامن النساء.
- الهيئة الخيرية الأردنية الهاشمية للتعاون العربي والإسلامي.
- جمعية صاحبات الأعمال والمهن.
- جمعية أبناء الطفيلة الخيرية.
- جمعية إسكان موظفي وزارة التربية والتعليم.
- جمعية أصحاب متاجر التحف الشرقية الأردنية.
- جمعية أصدقاء الآثار.
- جمعية أصدقاء الأطفال.
- جمعية أصدقاء الشيشان.
- جمعية أطباء القلب الأردنية.
- جمعية أم القرى للتنمية الإجتماعية.
- جمعية الإخاء العربي الخيرية.
- جمعية الإنماء التعاونية.
- جمعية التضامن للتنمية الإجتماعية.
- جمعية التنمية والخدمات الإجتماعية.
- جمعية الثقافة العربية الإسلامية.
- جمعية الدوايمة للتنمية الإجتماعية.
- جمعية الرابطة الإنسانية.
- جمعية الرخاء لرجال الأعمال العاونية.
- جمعية الرسالة التعاونية للادخار والاقراض.
- جمعية الرفاه التعاونية للإسكان العاملين لوزراة التربية والتعليم.
- جمعية الرملة الخيرية.
- جمعية الرواد الشباب.
- جمعية الروضة التعاونية.
- جمعية الزيتون النبالي.
- جمعية السريان الخيرية.
- جمعية السطري أبو العباس للتنمية الإجتماعية.
- جمعية السطري وأبو العباس.
- جمعية السلط الخيرية.
- جمعية السماعنة.
- جمعية الشويكة للتنمية الإجتماعية.
- جمعية الصندوق العربي لرعاية الطفل.
- جمعية الطليعة التعاونية.
- جمعية العبيدية الخيرية.
- جمعية العناية بالأطفال الأردنية.
- جمعية اللد الخيرية.
- جمعية الملتقى الإنساني لحقوق المرأة.
- جمعية المنارة للتنمية الإجتماعية.
- جمعية المنتدى العربي.
- جمعية المنظمة التعاونية.
- جمعية الناجين من الالغام.
- جمعية النساء العربيات في الأردن.
- جمعية الولجة التعاونية.
- جمعية اليقظة التعاونية.
- جمعية بئر السبع الخيرية.
- جمعية بيت جيز الخيرية.
- جمعية بيت دجن الخيرية.
- جمعية بيت ساحور التعاونية.
- جمعية تأهيل المرأة التعاونية.
- جمعية تدريب وتأهيل الفتيات المعاقات الخيرية.
- جمعية تدريب وتأهيل المرأة الأردنية الخيرية.
- جمعية تنمية وتأهيل المرأة الريفية.
- جمعية جبل الزيتون الخيرية.
- جمعية جعفر الطيار.
- جمعية حماية القدس الشريف.
- جمعية حمزة بن عبد المطلب.
- جمعية خبراء التراخيص.
- جمعية دار السلام.
- جمعية دورا للتنمية الإجتماعية.
- جمعية دير أبو مشعل الخيرية.
- جمعية رجال الأعمال الأردنية.
- جمعية رعاية اسر المعتقلين والاسرى.
- جمعية رعاية الأطفال.
- جمعية رياحين الجنة الخيرية.
- جمعية سلواد الخيرية.
- الجمعية الفلكية الأردنية-الأردن.
- الجمعية العلمية الملكية-الأردن.
- الهيئة الخيرية الأردنية الهاشمية للإغاثة والتنمية والتعاون العربي والإسلامي.
- تكية أم علي.
- جمعية المنتدى الأردني لحوكمة الشركات.

## جمعيات وزارة الثقافة
تتبع لوزارة الثقافة بعض الجمعيات :
- الجمعية أردنية لأورام الاطفال.
- الجمعية الأردنية الألمانية للثقافة والعلوم.
- الجمعية الأردنية لعلم النفس.
- الجمعية الأردنية للتثقيف الصحي.
- الجمعية الأردنية للتصوير.
- الجمعية الأردنية للعلوم الرياضية.
- الجمعية الأردنية للعلوم والثقافة.
- الجمعية الأردنية للمحافظة على التراث.
- الجمعية الأردنية الثقافية لقوانين التنمية.
- الجمعية الأردنية لميثاق الاخلاقيات الوطني.
- الجمعية الثقافية الشبابية الأردنية "شباب بلا حدود".
- الجمعية الثقافية لتعميم اللغة الفصيحة.
- الجمعية الثقافية لدارسي الطب.
- الجمعية الثقافية للشباب والطفولة.
- الجمعية العربية لصعوبات التعلم.
- الجمعية الفلسفية الأردنية.
- الجمعية الفلكية الأردنية.
- الجمعية الملكية للفنون الجميلة.
- الجمعية النسائية الأردنية للمحافظة على التراث.
- الجمعية الوطنية للنهج الديقراطي.
- جماعة مسرح الفوانيس.
- جمعية آرام للمسرح التوعوي والفنون.
- جمعية آفاق للثقافة والفنون.
- جمعية آيله للثقافة والفنون.
- جمعية أبعاد للثقافة السينمائية.
- جمعية أبناء الرصيفة الثقافية.
- جمعية أبناء حمود لإحياء التراث الثقافي والتاريخي.
- جمعية أجنحة الأمل.
- جمعية أجيال العلم الثقافية.
- جمعية أسرة الكرك للفن التشكيلي.
- جمعية أصدقاء بلدية السلط للثقافة.
- جمعية ألوان الطيف للفنون البصرية.
- جمعية أندلسيا لتنمية المجتمع المحلي.
- جمعية أنوار التنزيل الثقافية.
- جمعية إبداع الخيرية.
- جمعية إحياء التراث والفلكلور الشعبي الكركي.
- جمعية إحياء التراث والفنون الشعبية.
- جمعية إعلاميي لواء بني كنانة الثقافية.
- جمعية اقرأ الثقافية الإسلامية.
- جمعية المرسم الجوال.
- جمعية المركز الأردني التايلندي للتأمل وتطوير الذات.
- جمعية المركز الثقافي العربي.
- جمعية المركز العربي للخدمات الاستشارية والتدريب.
- جمعية المسعودي للثقافة والتراث.
- جمعية المعارف الثقافية.
- جمعية المغير- راحوب لإحياء التراث.
- جمعية المكتبات والمعلومات الأردنية.
- جمعية الملتقى الثقافي التربوي للمدارس الخاصة.
- جمعية الملتقى الثقافي الحضاري.
- جمعية بيادر الخير للمحافظة على التراث.
- جمعية بيت الثقافة والفنون.
- جمعية بيت الشعراء.
- جمعية بيت الشوبك الثقافي.
- جمعية تجلى للموسيقى والفنون.
- جمعية تجمع شباب البادية الشمالية للفكر والثقافة.
- جمعية تغيير.
- جمعية تل حسبان للثقافة والتراث.
- جمعية تمكين للتراث الفني.
- جمعية تنمية الديمقراطية/السلط. [4]
- جمعية تواصل الثقافية.
- جمعية جدل الثقافية.
- جمعية جرش للحرف اليدوية.
- جمعية جرش للفنون التشكيلية.
- جمعية جود للثقافة والفنون.
- جمعية حوسبة اللغة العربية وإثراء المحتوى العربي على شبكة الإنترنت.
- جمعية حوض البقعة للفنون.
- جمعية حياتنا أجمل.
- جمعية خالد بن الوليد الثقافية.
- جمعية دار الكتاب المقدس.
- جمعية دارة المشرق للفكر والثقافة.
- جمعية دارة عجلون للتراث والثقافة.
- جمعية رؤى المسرحية للثقافة والفنون.
- جمعية رابطة أكاديميي الأردن.
- جمعية رابطة الأدب الإسلامي العالمية. / مكتب الأردن
- جمعية رابطة الأكاديميات الأردنيات.
- جمعية رابطة الفنانين التشكيليين الأردنيين.
- جمعية رابطة جراسيا للفنون الجميلة.
- جمعية رابطة شباب لأجل القدس.
- جمعية رابطة شباب مدينة القصر. [5]
- جمعية المحتوى العربي الرقمي.

## جمعيات طبية وصحية
- جمعية اطباء الجلدية والتناسلية.
- منظمة المستقبل الزاهر للصحة النفسية.
- مبادرة سندي لدعم المرضى.
- جمعية أطباء الصدر الأردنية.
- جمعية العناية بمرضى الكلى.
- جمعية مؤسسة العناية بالشلل الدماغي.
- الجمعية الأردنية للإسعاف.
- جمعية لا للتدخين.
- الجمعية الأردنية للعلاج الوظيفي.
- جمعية رعاية مرضى الثلاسيميا.
- جمعية مكافحة السمنة و البدانة.
- الجمعية الأردنية لرعاية مرضى القلب و اسرهم الخيرية.
- جمعية البحر الميت للتنمية الصحية.
- جمعية الأغوار الشمالية الخيرية لمكافحة التدخين.
- الجمعية الخيرية للعناية بالأمراض الصدرية للأطفال.
- جمعية العناية بمرضى الكبد و الغدد الصماء.
- جمعية العائلة البيضاء الألبينو الخيرية.
- الجمعية الأردنية لمكافحة المخدرات.
- الجمعية الأردنية للعلوم المخبرية الطبية.
- الجمعية الأردنية لعلم النفس.
- الجمعية الاردنية لجراحي العظام.
- الجمعية الاردنية للحماية من الأخطاء الطبية.
- جمعية يوسف الصديق لرعاية كبار السن.
- جمعية السلامة العامة - تاسست 1989.
- الجمعية الوطنية للسلامة العلاجية - سلامتك.
- جمعية العناية بمرضى غوشيه الخيرية الأردنية.
- جمعية الكرك للرعاية الطبية الخيرية.
- جمعية الصحة النفسية.
- جمعية التصلب اللويحي المتعدد.
- الجمعية الأردنية للرعاية التلطيفية و علاج الألم.
- الجمعية الأردنية الدولية لمساعدة المرضى النفسانيين.
- جمعية العناية بمرضى الزهايمر.
- جمعية عملية الابتسامة الأردنية.
- المنتدى الأردني للثقافة الصحية.
- الجمعية الأردنية للفينيل كتيون الخيرية.
- الجمعية الأردنية للوقاية من ترقق العظم.
- جمعية السلط لرعاية مرضى الكلى.
- الجمعية الأردنية لتشجيع التبرع بالأعضاء.
- جمعية أربد للعناية بمرضى الكلى.
- الجمعية العربية للتوعية من العقاقير الخطرة والمخدرات.
- الجمعية الأردنية للعون الطبي للفلسطينيين.
- الجمعية الأردنية للتلاسيميا والهيموفيليا.
- الجمعية الأردنية للتأهيل النفسي. [6]

## وصلات خارجية
- الهيئات الثقافية في الأردن - وزارة الثقافة